# جکی سافرا
جکی سافرا (پرتغالی: Jacqui Safra؛ زادهٔ ۱۹۴۸) تاجر، بازرگان و سرمایه‌گذار برزیلی-سوئیسی است، که مالک شرکت دانشنامه بریتانیکا بشمار می‌آید.
از فیلم‌هایی که وی در آن‌ها نقش داشته است، می‌توان به گاو نر اشاره نمود.